# پورترفیلد ۳۵
پورترفیلد ۳۵ (به انگلیسی: Porterfield_35) یک هواگرد از نوع مونوپلین دوسرنشینه ساخت شرکت Porterfield Aircraft Corporation است. هواگرد پورترفیلد ۳۵ نخستین پروازش را در ۱۹۳۵ میلادی انجام داد. این هواگرد در سال ۱۹۳۵ میلادی رسماً معرفی گردید. در مجموع، تعداد ۲۴۰+ فروند از این هواگرد ساخته شده‌است.
طراح این هواگرد، Noel Hockaday بود.